# Gegenschein

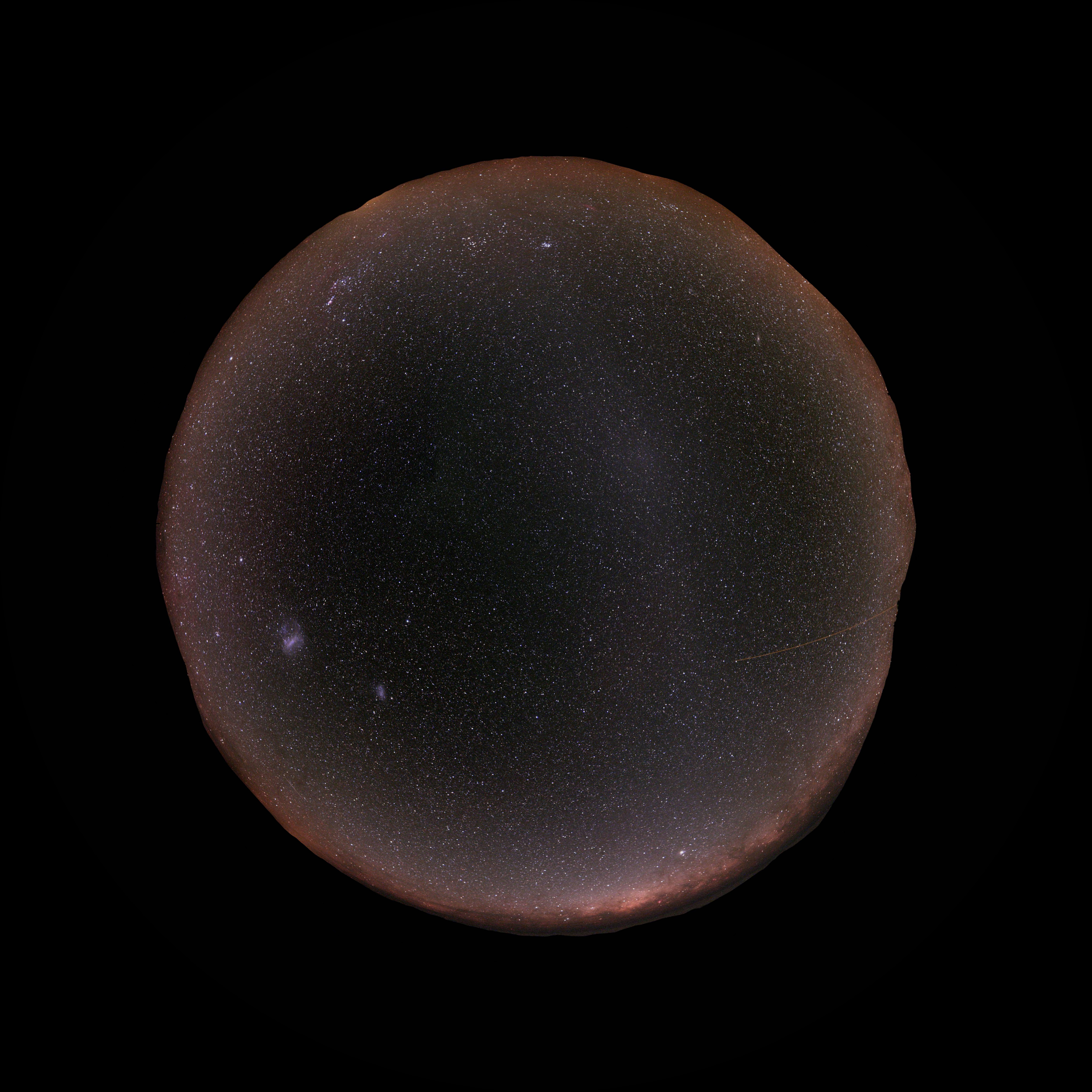
Gegenschein en l'Observatori de Cerro Paranal

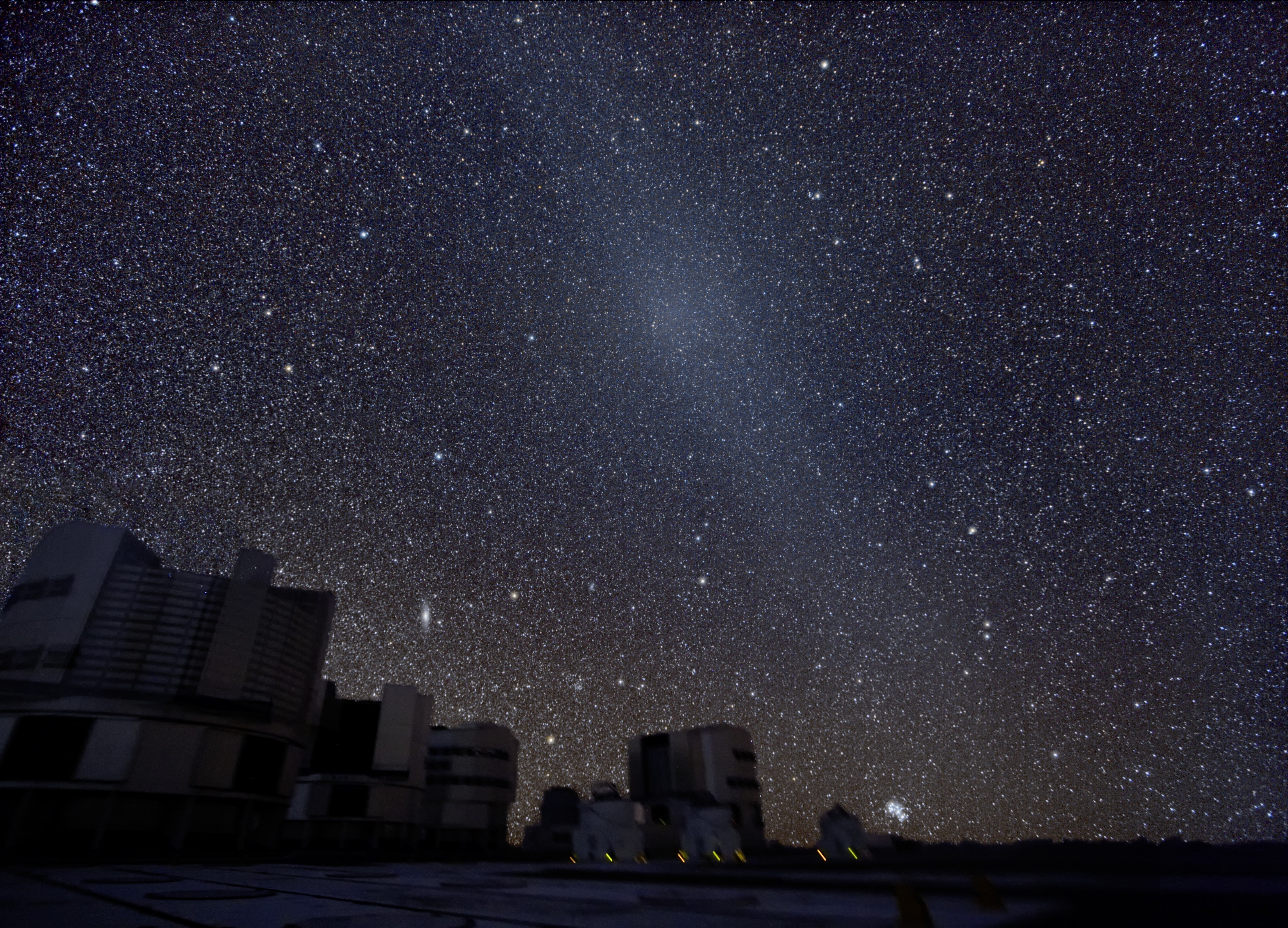
Gegenschein

El Gegenschein o llum antisolar (Gegenschein és un terme alemany que significa contra + lluentor), és una feble lluminositat del cel nocturn a la regió de l'eclíptica visible en direcció oposada al Sol. Denominat així per Alexander von Humboldt, el va explicar en 1854 l'astrònom danès Theodor Brorsen.

## Història
El Gegenschein va ser descrit per primera vegada per l'astrònom i professor jesuïta francès Esprit Pezenas (1692-1776) el 1730. Durant el seu viatge a Amèrica del Sud des de 1799 fins a 1803, l'explorador alemany Alexander von Humboldt va fer diverses observacions d'aquest fenomen. També va ser Humboldt qui va donar al fenomen el seu nom alemany, Gegenschein.
L'astrònom danès Theodor Brorsen va publicar les primeres recerques a fons del gegenschein en 1854. També va ser el primer a observar que la llum zodiacal pot abraçar el cel complet, encara que en condicions gairebé perfectes, i que pot ser observat un feble pont de llum que connecta la llum zodiacal i el Gegenschein. A més, Brorsen havia proposat ja l'explicació correcta del Gegenschein (reflexions de pols interplanetària).
En temps moderns, el Gegenschein no és visible a les regions més poblades del món a causa de la contaminació lumínica.

## Observació
El Gegenschein és tan feble que no pot veure's si hi ha una mica de llum de Lluna o una lleugera contaminació, o si apareix en el veïnatge de la Via Làctia. El fenomen es manifesta com una regió oval, suaument brillant, d'uns pocs graus d'ample i 10-15° de longitud, orientat al llarg del pla de la eclíptica.

## Explicació
Com la llum zodiacal, el Gegenschein és la llum del Sol reflectida per la pols interplanetària. En particular, la pols que es troba en els punts de Lagrange L4 i L5 del sistema Terra-Lluna. Així aquesta pols interplanetària gira al voltant de la Terra a 60° abans i 60° després de la Lluna, respectivament. La llum zodiacal s'observa en direcció al Sol, al capvespre, mentre el Gegenschein es veu en la direcció contrària. La intensitat del Gegenschein és millor quan:
- Cada partícula de pols es veu en la fase lunar de Lluna plena
- La dispersió geomètrica porta a la interferència constructiva